# Malacopsyllus fragilis
Malacopsyllus fragilis är en kräftdjursart som beskrevs av Georg Ossian Sars 1911. Malacopsyllus fragilis ingår i släktet Malacopsyllus och familjen Ameiridae. Arten har ej påträffats i Sverige. Inga underarter finns listade i Catalogue of Life.